# 野沢村 (青森県南津軽郡)
野沢村（のざわむら）は、かつて青森県にあった村。

## 地理
- 河川：十川
- 湖沼：熊沢溜池、吉野田新溜池、三太溜池、宝溜池、新溜池、長溜池、笊溜池、金左衛門溜池

## 沿革
- 1889年（明治22年）4月1日 - 町村制施行により南津軽郡吉野田村、樽沢村、郷山前村、銀村が合併し、野沢村が発足。
- 1894年（明治27年）2月26日 - 区域の一部を分離し富木舘村に編入。
- 1954年（昭和29年）12月15日 - 南津軽郡浪岡町、女鹿沢村、大杉村、五郷村と合併し浪岡町となる。